# Prix de la nouvelle courte Casino Mieres
 (août 2011).
Le prix de la nouvelle courte Casino Mieres, en espagnol Premio de Novela Casino de Mieres, est un prix littéraire espagnol décerné chaque année à la meilleure œuvre originale courte et inédite sélectionnée par un jury composé de personnalités asturiennes du monde littéraire. Il est géré par l'organisation Casino de Mieres depuis 1980.

## Histoire
Le Prix a été constitué par l'actuel Président de la Société Casino de Mieres, Luis San Narciso Altamira, et est sponsorisé par l'institution financière Cajastur (es). 
Le Prix consistait initialement en une première publication du livre gagnant et en une rétribution économique de 100 000 pesetas.
En 1996, le Président de l'Institution Cajastur, Manuel Menéndez Menéndez, décide de doter ce prix de un million de pesetas (6 010,12 €).
Lui sont soumises des œuvres issues d'Espagne, mais également de toute l'Europe et de l'Amérique du Sud.

## Cérémonie
Le prix est décerné tous les ans au cours d'une cérémonie appelée « Café Literario » pendant la deuxième semaine de juin, durant laquelle sont également célébrées les fêtes de la ville de Mieres. 
La cérémonie prend place au Salón de los Espejos des installations du Casino de Mieres, en présence de personnalités du panorama culturel espagnol. Le Jury présente les œuvres finalistes et proclame celle qui remporte le prix. 
En automne se tient une seconde cérémonie au cours de laquelle est présentée l'édition de l'œuvre primée (qui est faite depuis 2005 par la maison d'éditions KRK). Le prix économique est également remis à cette occasion.

## Bases du prix
Le prix est ouvert aux auteurs de toutes les nationalités envoyant une œuvre courte (80-130 pages) inédite et originale, écrite en espagnol.
Le prix ne peut être déclaré vacant, et le lauréat se voit publier son œuvre et remettre une rétribution économique de 3 000 €.

## Lauréats
Ce prix a été décerné depuis sa création en 1980 sans interruption :
- 1980 : Eduardo Méndez Riestra, pour Viage de los Cavalleros sin Rostro
- 1981 : Andrés Quintanilla Buey, pour La Escalera en el Aire
- 1982 : Francisco González Orejas, pour El Sueño de la Razón
- 1983 : Ramón Hernández, pour Los Amantes del Sol Poniente
- 1984 : Ignacio Martínez de Pisón, pour La Ternura del Dragón
- 1985 : Teresa Barbero, pour Reencuentro
- 1986 : Luis Fernández Roces, pour Diálogo del Éxodo
- 1987 : Meliano Peraile, pour Fuentes Fugitivas
- 1988 : José Ignacio Gracia Noriega (es), pour El Paso de Faes
- 1989 : Blas Parra Díaz (es), pour Entre las Ruinas
- 1990 : José Manuel Costas Goberna, pour Llanto en Isla Negra
- 1991 : Ernesto Salanova Matas, pour Un Viaje Diabólico
- 1992 : Óscar Muñiz Martín (es), pour La Pólvora y la Sangre
- 1993 : Alfredo Macías Macías, pour Memorias de un Seductor
- 1994 : Raúl Torres Herreros, pour Tardes de Chocolate
- 1995 : Mariano Tudela (es), pour Retablo de la Glorieta
- 1996 : Domingo Henares Martínez, pour Soledad de Entonces
- 1997 : Patricia Mateo Anula, pour Como Pez en la Arena
- 1998 : José Luis Mediavilla, pour Babel
- 1999 : Luis Rodríguez Muñoz, pour Queda la Memoria
- 2000 : Esteban Greciet Aller, pour Mientras fue Verano
- 2001 : Manuel Villar Raso (es), pour La Mujer Burkina
- 2002 : José Antonio Mases (es), pour La Quimera
- 2003 : Ignacio Díaz Hernández, pour La Mujer del Número Áureo
- 2004 : Javier Rodríguez Pérez-Rasilla, pour Lavapies Ultramarinos
- 2005 : José María Casanovas Baile, pour Exteriores
- 2006 : Ricardo Menéndez Salmón, pour La Noche Feroz
- 2007 : José Manuel Parrilla, pour Galeón de Tornaviaje
- 2008 : Inés Marful Amor, pour Cuatro Cuentos de Amor y el Intocable Absurdo
- 2009 : José Antonio Ramírez Lozano, pour El Sueño de la Impostura
- 2010 : Damián Torrijos, pour La Balada del Trampero Sentimental[4]
- 2011 : Virginia C. Aguilera, pour Helena Kín[5]
- 2012 : José Luis Castro Lombilla, pour El hombre que mató a Queipo de Llano[6]
- 2013 : prix non décerné
- 2014 : Juan Manuel Sainz Peña, pour El caso de Anne Brizard